# Inuyasha
Inuyasha (犬夜叉?, Inuyasha) è un manga shōnen scritto e disegnato da Rumiko Takahashi, pubblicato in Giappone sulla rivista Weekly Shōnen Sunday di Shogakukan dal 13 novembre 1996 al 18 giugno 2008.
La serie deve il suo titolo al protagonista, il mezzodemone cane Inuyasha, che assieme alla coprotagonista Kagome Higurashi e al suo gruppo dovrà trovare tutti i frammenti della Sfera dei Quattro Spiriti, un potente gioiello che rende estremamente potente chi lo possiede, prima di Naraku, mezzodemone nemico, responsabile di numerosi soprusi nei confronti di Inuyasha e di altri personaggi della serie.
Dal manga sono state tratte due serie televisive anime, spesso inserite nelle liste dei migliori e più apprezzati anime di tutti i tempi. Sono state prodotte dallo studio Sunrise e trasmesse in Giappone su Yomiuri TV: la prima, composta da 167 episodi divisi in sei stagioni, dal 16 ottobre 2000 al 13 settembre 2004, la seconda, composta da 26 episodi, dal 3 ottobre 2009 al 29 marzo 2010. Sono stati realizzati anche quattro lungometraggi d'animazione e un OAV.
In Italia il manga è stato pubblicato dalla casa editrice Star Comics in due versioni, la prima delle quali è stata distribuita dal 1º febbraio 2001 al 17 maggio 2009. Le serie animate sono state acquistate e distribuite da Dynit, e andate in onda in prima visione su MTV dal 6 novembre 2001 al 5 febbraio 2011.

## Trama
Giappone, epoca Sengoku. Inuyasha, un mezzo-demone (han'yō), ruba da un villaggio la Sfera dei Quattro Spiriti, un oggetto che può accrescere enormemente i poteri di un individuo (demoni o uomini dallo spirito maligno). Inuyasha non va troppo lontano: Kikyo, la giovane sacerdotessa del villaggio, lo trafigge con una freccia sacra che, attraverso il corpo di Inuyasha, si conficca al Goshinboku, un albero sacro nella foresta vicina. Per il potere della freccia sacra Inuyasha rimane come congelato in un sonno magico sospeso nel tempo. Ferita a morte, forse dallo stesso Inuyasha, Kikyo raccomanda alla sorella minore Kaede di bruciare la sfera insieme al suo corpo, affinché non possa cadere in mani sbagliate.
Giappone, tempo presente, città di Tokyo, quartiere di Shibuya. Kagome Higurashi è una studentessa di scuola media e abita nell'antico tempio shintoista di famiglia. Nel giorno del suo quindicesimo compleanno sta uscendo di casa per andare a scuola, quando sorprende il suo fratellino Sota intento nel cercare il suo gatto Buyo nel santuario del tempio. Improvvisamente Kagome è risucchiata all'interno dell'antico pozzo annesso al santuario da un enorme demone, il Millepiedi Joro, risvegliatosi grazie al potere spirituale di Kagome, e si ritrova trasportata nell'epoca Sengoku.
La ragazza, disorientata, gironzola all'esterno del pozzo: nota il dio albero Goshinboku, a lei familiare, e vi si dirige. Vi trova Inuyasha, ancora sigillato in un sonno magico di cinquant'anni. Gli abitanti del villaggio la catturano e la portano alla vecchia sacerdotessa Kaede. Essa capisce subito che Kagome è la reincarnazione di sua sorella Kikyo. Intanto il millepiedi attacca il villaggio. Kagome è costretta a liberare Inuyasha dal suo lungo sonno affinché possa affrontare il demone. Dopo averlo sconfitto Inuyasha assale Kagome per impadronirsi della Sfera dei Quattro Spiriti, che la giovane nasconde dentro di sé, per potere diventare un demone completo. Kaede, però, infila a Inuyasha un rosario magico, che lo costringe a ubbidire al comando di Kagome «A cuccia!» e a restare temporaneamente immobile. Nel tentativo di sconfiggere un altro demone che si era impossessato della Sfera, Kagome la frantuma e i suoi frammenti si sparpagliano per tutto il Giappone. La ragazza e Inuyasha devono unire le loro forze per recuperare tutti i frammenti e riformare la gemma. Tra i due,  dopo un inizio turbolento si sviluppa un forte legame, ben presto si aggiungono nuovi compagni di viaggio: Shippo, piccolo cucciolo di demone volpe; Miroku, giovane monaco buddista depravato, vittima di una maledizione di Naraku; Sango, risoluta sterminatrice di demoni alla ricerca del fratello Kohaku, che Naraku ha reso suo schiavo; Kirara, demone gatto (nekomata), compagna in battaglia di Sango. I sei amici sono legati tra loro dall'odio comune verso Naraku, il grande antagonista della storia, un mezzodemone che aspira a impadronirsi della Sfera per aumentare il proprio potere demoniaco.
Kagome, Inuyasha e i loro compagni incontrano sul loro cammino molti amici e altrettante minacce: il fratellastro di Inuyasha, Sesshomaru; Kikyo, che è riportata in vita grazie a una parte dell'anima di Kagome; lo stesso Naraku, che ingannò Kikyo e Inuyasha, affinché per odio si uccidessero a vicenda; le corrispettive "aiutanti" di Naraku, Kanna e Kagura; infine un demone lupo chiamato Koga che, innamorato di Kagome, suscita la gelosia di Inuyasha, tanto che ogni incontro tra lui e Inuyasha è una nuova occasione di scontro.

## Personaggi

### Personaggi principali

I protagonisti della serie. Da sinistra: Shippo, Miroku, Sango, Kirara, Inuyasha e Kagome

Inuyasha (犬夜叉?, Inuyasha)
Doppiato da: Kappei Yamaguchi (ed. giapponese), Massimiliano Alto (st. 1 e The Final Act) / Francesco Pezzulli (st. 2-6 e film) (ed. italiana)
Il protagonista della serie, è un mezzo-demone (han'yō) cane di circa duecento anni, anche se ne dimostra quindici, generato dal Grande Generale Cane e da una donna umana, Izayoi. È alla ricerca della Sfera dei Quattro Spiriti per diventare un demone completo. La sua arma principale è Tessaiga, una potentissima spada forgiata da una zanna del padre.
Kagome Higurashi (日暮 かごめ?, Higurashi Kagome)
Doppiata da: Satsuki Yukino (ed. giapponese), Federica De Bortoli (st. 1 e The Final Act) / Letizia Scifoni (st. 2-6 e film) (ed. italiana)
La narratrice e coprotagonista della serie, è una studentessa di quindici anni che frequenta la terza media, reincarnazione della sacerdotessa Kikyo. Scopre di possedere al suo interno la Sfera dei Quattro Spiriti quando, il giorno del suo quindicesimo compleanno, verrà inghiottita dal pozzo che collega il presente all'epoca Sengoku. Imparerà a usare con maestria arco e frecce, a cui farà spesso ricorso.
Miroku (弥勒?, Miroku)
Doppiato da: Kōji Tsujitani (ed. giapponese), Fabio Boccanera (ed. italiana)
È un monaco buddista di basso rango, ovvero un bonzo itinerante, che si unisce al gruppo di Inuyasha nel corso della serie. La sua arma principale è il Vortice del Vento (Kazaana), un vortice che si apre sulla sua mano destra, in grado di risucchiare qualsiasi cosa. È il frutto di una maledizione mortale inflitta da Naraku a suo nonno Miyatsu, anch'egli un monaco, che si trasmette di generazione in generazione: a lungo andare il Vortice si rompe, risucchiando il suo stesso possessore, come già avvenuto a suo nonno e a suo padre. L'unica maniera per Miroku di sfuggire a una morte prematura è uccidere Naraku.
Sango (珊瑚?, Sango)
Doppiata da: Hōko Kuwashima (ed. giapponese), Stella Musy (st. 1 e The Final Act) / Emanuela D'Amico (st. 2-6) (ed. italiana)
È una sterminatrice e cacciatrice di demoni, che non si separa mai dal suo hiraikotsu, un enorme boomerang composto da ossa di demone compresse, ed è sempre accompagnata dalla sua fedele compagna Kirara, una sorta di demone gatto (nekomata). Naraku ha sterminato la sua famiglia e il suo villaggio e reso schiavo suo fratello Kohaku con il potere di un frammento della Sfera dei Quattro Spiriti. Sango vuole vendicarsi di Naraku ed è alla ricerca di una soluzione che possa restituirle il fratello.
Shippo (七宝?, Shippō)
Doppiato da: Kumiko Watanabe (ed. giapponese), Ilaria Stagni (st. 1) / Maura Cenciarelli (st. 2-6 e The Final Act) (ed. italiana)
È un piccolo demone volpe che, dopo la morte del padre ucciso dai Fratelli del Tuono Hiten e Manten, si aggrega a Kagome e Inuyasha nella ricerca della Sfera. Tra i suoi vari poteri ci sono la trasformazione, spesso inefficace o incompleta, tradita dalla sua tipica coda, l'illusione con giocattoli giganti, e il fuoco fatuo o fuoco di volpe. Spesso in conflitto con Inuyasha a causa del comportamento talvolta sconsiderato e rude di quest'ultimo. Tende a essere un attento osservatore, con appunti e commenti soprattutto su Inuyasha, guadagnandosi spesso un pugno in testa per i suoi "consigli" non richiesti.
Kirara (雲母?, Kirara)
Doppiata da: Tarako Isono (ed. giapponese)
Fedele demone gatto (nekomata) di Sango, ha una pelliccia color crema, orecchie e zampe nere, due strisce nere vicino alla punta di ognuna delle sue due folte code. Quella di una graziosa gattina è solo una delle forme di Kirara: può trasformarsi in un feroce demone della taglia dei superpredatori felini e per via dei denti ha somiglianze con lo smilodonte, inoltre è capace di volare. Sango, Miroku e Shippo spesso usano Kirara come trasporto volante per stare al passo con Inuyasha.

### Personaggi secondari
Naraku (奈落?, Naraku)
Doppiato da: Hiroshi Yanaka (Burattino) / Toshiyuki Morikawa (ed. giapponese), Andrea Ward (ed. italiana)
È l'antagonista principale della serie. Un mezzodemone ragno, originatosi dall'unione tra centinaia di spiriti, demoni e il corpo del brigante Onigumo, che ha desiderato con bramosia l'ottenimento di un potere sempre maggiore e la sacerdotessa Kikyo, che l'aveva salvato da morte certa.
Kikyo (桔梗?, Kikyo)
Doppiata da: Noriko Hidaka (ed. giapponese), Barbara De Bortoli (st. 1 e The Final Act) / Francesca Guadagno (st. 2-6) (ed. italiana)
Sacerdotessa, custode della Sfera dei Quattro Spiriti, innamorata di Inuyasha. Naraku le fa credere di essere stata ferita a morte proprio da Inuyasha, che ella, prima di morire, sigilla a un albero con una freccia sacra. La strega Urasue la riporta in vita come "non morta" tramite un frammento dell'anima di Kagome, ma per rimanere in vita deve fare uso delle anime dei defunti, che gli Shinidamachu le procurano.
Sesshomaru (殺生丸?, Sesshōmaru)
Doppiato da: Ken Narita (ed. giapponese), Massimiliano Manfredi (st. 1) / Niseem Onorato (st. 2-6) / Roberto Certomà (The Final Act) (ed. italiana)
Il fratellastro maggiore di Inuyasha; è un demone completo, nato da due demoni. Ha come compagni di viaggio un demone drago a due teste di nome Ah-un, un kappa Jaken suo servitore e una ragazzina umana di nome Rin. Nutre un profondo disprezzo per Inuyasha a causa della sua natura per metà umana e ogni occasione è motivo di contrasto.
Kohaku (琥珀?, Kohaku)
Doppiato da: Akiko Yajima (ed. giapponese), Giulio Renzi Ricci (st. 1) / Fabrizio De Flaviis (st. 2-6 e The Final Act) (ed. italiana)
È il fratello minore di Sango. Sotto il controllo di Naraku ha sterminato la sua famiglia e ferito gravemente la sorella. Creduto morto, è riportato in vita da Naraku con un frammento della Sfera, che lo rende una sorta di burattino, privo di memoria per evitare che si ribelli o tradisca. Una volta recuperata la memoria tradisce Naraku alleandosi con Kikyo.
Koga (鋼牙?, Kōga)
Doppiato da: Taiki Matsuno (ed. giapponese), Corrado Conforti (st. 2-6) / Gianluca Crisafi (The Final Act) (ed. italiana)
È un demone lupo, capo della tribù Yōrō. È spesso accompagnato da altri due membri della tribù Yōrō, Ginta e Hakkaku, che non gli sono di grande aiuto in combattimento e rimangono spesso indietro, non riuscendo a tenere il passo di Koga, le cui gambe sono potenziate da due frammenti della sfera. Koga, interessato ai poteri spirituali di Kagome, la rapisce e finisce per innamorarsene, entrando in conflitto con Inuyasha.
Rin (りん?, Rin)
Doppiata da: Mamiko Noto (ed. giapponese), Letizia Ciampa (ed. italiana)
È una bambina che Sesshomaru ha salvato dalla morte riportandola in vita con la sua spada Tenseiga come ricompensa per avere cercato di curarlo.
Myoga (冥加?, Myōga)
Doppiato da: Ken'ichi Ogata (ed. giapponese), Oreste Lionello (st. 1) / Mino Caprio (st. 2-6 e The Final Act) (ed. italiana)
È un demone pulce, servitore del padre di Inuyasha, custode della sua tomba e "guida" del figlio, con un'indole pacifica e timorosa: al minimo cenno di pericolo fugge e si nasconde nel rifugio più sicuro possibile. Ha una profonda conoscenza di quasi tutti i demoni che infestano il mondo e dei loro poteri. Va ghiotto del sangue di Inuyasha, di cui fa grandi scorpacciate appena può.

## Oggetti magici
- Sfera dei Quattro Spiriti (四魂の玉?, Shikon no Tama)

È una sfera che dona immensi poteri a chi la possiede. Fu generata dalla potente sacerdotessa Midoriko mentre combatteva contro una legione di demoni, che si erano uniti in un unico corpo per ucciderla. Non riuscendo a purificare la loro anima la sacerdotessa imprigionò la loro aura dentro di sé dando vita alla Sfera. Al suo interno si svolge una continua lotta tra il bene (Midoriko) e il male (i demoni): quando un individuo malvagio possiede la Sfera prevale il lato malvagio ed essa si contamina divenendo nera; se è un individuo buono a possederla prevale il lato buono e la Sfera rimane incontaminata nel suo colore bianco roseo. La Sfera è fortemente ambita da demoni e umani corrotti e fu quindi posta sotto la protezione della miko più potente, Kikyo. Kagome la frantuma involontariamente e insieme a Inuyasha e al resto del suo gruppo cerca di recuperarne tutti i frammenti, contrastata prevalentemente dal mezzodemone Naraku.
- Tessaiga (鉄砕牙? lett. "Zanna di ferro")

È una spada magica, forgiata dal fabbro Totosai con una zanna del padre di Inuyasha. Nessun demone completo può toccarla senza ustionarsi, perché è protetta da una barriera che ne consente l'uso solamente a un mezzodemone dotato di sentimenti umani. Inuyasha la trova nella tomba del padre, insieme al fodero.
Il fodero della spada, ricavato da un albero magico, permette di assorbire una certa quantità di attacchi sia energetici che fisici.
- Tenseiga (天生牙? lett. "Zanna celestiale della vita" o "Zanna nata dal cielo")

È una spada magica lasciata in eredità dal padre a Sesshomaru. Ha il potere di guarire e di riportare in vita chi è morto da poco tempo, perché rende visibile e distrugge i demoni dell'oltretomba che portano via le anime dei morti. L'anima, liberata dal demone, rientra nel corpo e, quando l'umano torna in vita, le sue ferite mortali sono guarite. Non può però fare risorgere coloro che sono morti da tempo.
Sesshomaru ripudia Tenseiga perché non è in grado di uccidere e nemmeno di ledere esseri viventi: ogni volta che la spada colpisce un umano produce una luce che svanisce senza ferire l'avversario. Tuttavia, grazie a essa, Sesshomaru riporta in vita Rin, la bambina uccisa dalla tribù di lupi di Koga, ed egli stesso riesce a mettersi in salvo da un attacco mortale di Inuyasha.
- Tōkijin

È una spada forgiata da Kaijinbo, ex allievo di Totosai, su commissione di Sesshomaru, utilizzando i denti del demone Goshinki, che erano state in grado di spezzare Tessaiga. Viene distrutta durante il combattimento contro Moryomaru.
- Bakusaiga

È una katana generata dal corpo di Sesshomaru assieme al suo arto sinistro durante il combattimento con Magatsuhi. A differenza di Tessaiga e Tenseiga non è un'eredità del padre, ma una spada propria di Sesshomaru. Bakusaiga ha un potere distruttivo capace di disintegrare tutto ciò che è a contatto con il demone che colpisce.
- Rosario di Inuyasha

Il rosario che Inuyasha porta al collo gli è stato imposto dalla sacerdotessa Kaede, sorella della sacerdotessa Kikyo, e ha il potere di "scaraventarlo" a terra, bloccandolo per un breve periodo. Solo Kagome può attivare il suo potere con la formula «Osuwari!» (「おすわり！」? in Italia «Seduto!» nel manga e «A cuccia!» nell'anime).

## Manga

### Edizione originale giapponese
Il manga di Inuyasha è stato pubblicato in 558 capitoli sul settimanale Shonen Sunday di Shogakukan dal 13 novembre 1996 al 18 giugno 2008. I capitoli sono stati poi raccolti in tankōbon di circa 180 pagine, composti ciascuno da dieci capitoli tranne il primo, pubblicati dal maggio 1997 al 12 febbraio 2009 per un totale di 56 volumi. La lunga serializzazione del fumetto, durata all'incirca dodici anni, fa di Inuyasha la serie più longeva di Rumiko Takahashi. Nel 2013, per celebrare i 35 anni di attività dell'autrice, fu realizzata un'edizione wideban del manga. I trenta volumi avevano un formato più grande, nuove copertine e più capitoli per ogni volume (circa venti). Inoltre chi ordinava la serie completa aveva in omaggio il drama-CD dell'opera. La serie, con cadenza mensile, si è conclusa il 18 giugno 2015.

### Speciale
Sore irai (それ以来? lett. "Da quella volta"), è un capitolo speciale di circa trentaquattro pagine, ambientato sei mesi dopo la fine della serie. Fu disegnato da Rumiko Takahashi per raccogliere fondi per le vittime del maremoto del Tōhoku del 2011 e pubblicato in Giappone da Shōnen Sunday nel febbraio del 2013. Il capitolo è stato incluso nel volume Heroes Come Back, assieme ad altre storie autoconclusive di altri autori.
Mentre la vita scorre tranquilla Inuyasha e Miroku finiscono sulle tracce di un demone Testa di radici (根の首?, Ne no Kubi) che, sigillato da Kikyo prima che ella incontrasse il mezzodemone, si è risvegliato. La creatura si nutre della linfa vitale degli umani, espandendosi con le radici sotto il terreno, ed è alla ricerca della sacerdotessa e della Sfera dei quattro spiriti ignorando che entrambe non esistono più. Inuyasha e Kagome (che il Testa di radici scambia per Kikyo), insieme a Sango, Kaede e al resto del gruppo, sterminano il demone, mentre Sesshomaru si assicura che la sua protetta Rin sia in salvo al villaggio.
Il capitolo è stato adattato in anime, con alcune piccole differenze, tra l'inizio e la fine dell'episodio introduttivo del sequel animato Yashahime: Princess Half-Demon, andato in onda il 3 ottobre 2020 in Giappone.

### Guide e romanzi
Al manga si aggiungono quattro guide, pubblicate da Shogakukan nella collana Shōnen Sunday Comics Special. Il primo, Zusetsutaizen ōgikaiden, è l'enciclopedia ufficiale dell'opera e porta alla luce aspetti inediti come l'età approssimativa dei personaggi. Il quarto, Shōsetsu Inuyasha, narra sotto forma di romanzo l'inizio della storia, con l'unico accenno al padre di Kagome e alla sua scomparsa.

### Art book
Rumiko Takahashi è anche autrice di due art book basati sull'anime e sulle illustrazioni originali dell'autrice, tra le quali quelle per il primo film, pubblicati sempre da Shogakukan nella collana Shōnen Sunday Graphic. Il primo, intitolato Inuyasha - Takahashi Rumiko genga zenshū - Anime Inuyasha no sekai (犬夜叉 高橋留美子原画全集 アニメ犬夜叉の世界? lett. "Inuyasha - Raccolta completa delle illustrazioni originali di Rumiko Takahashi - Il mondo dell'anime di Inuyasha"), è uscito a gennaio 2001, e il secondo, intitolato Gekijōban terebi ban Inuyasha anime zensho (劇場版テレビ版犬夜叉アニメ全書? lett. "Opera completa dell'anime di Inuyasha, versione cinematografica e versione televisiva"), è uscito a marzo 2002.

### Edizione italiana
In Italia il manga è stato pubblicato da Star Comics sul mensile Neverland dal febbraio 2001 al maggio 2009 per 67 numeri. Questa prima edizione italiana differisce dalla serializzazione originale perché Star Comics ha riadattato il numero delle pagine dei primi 34 tankobon (corrispondenti ai primi 23 giapponesi) da 192 a 128. Dal volume 35 il numero delle pagine segue l'originale giapponese.
Da marzo del 2008, in concomitanza con la conclusione della serie e della prima edizione del manga, Star Comics ha iniziato la sua ristampa mensile, intitolata Inuyasha New Edition, con stesse cover, senso di lettura e numero di pagine dei volumi giapponesi, per poi interromperla provvisoriamente dopo 4 numeri e annunciarne la ripresa per novembre 2009 dal primo numero, con ulteriori variazioni ai primi 4 numeri già usciti e mantenendo la periodicità mensile. Star Comics ha spiegato di essere stata all'oscuro dell'incombente conclusione della serie in Giappone al momento della pianificazione della ristampa e di aver preferito aspettare che anche in Italia la serie giungesse al termine. Sono arrivati anche in Italia gli anime comics distribuiti sempre da Star Comics sulla testata Anime comics.

## Anime

### Serie TV

Copertina di un DVD dell'edizione italiana, raffigurante Inuyasha, Kagome e Sesshomaru.

L'anime di Inuyasha, prodotto da Sunrise, è composto da due serie, suddivise in sette stagioni (rispettivamente sei e una) di 26 episodi ciascuna, a eccezione della sesta composta di 37 episodi, per un totale di 193 episodi.
La prima serie, prodotta nel formato 4:3 in sei stagioni per 167 episodi, copre la sceneggiatura del manga originale fino al volume 36, ed è stata trasmessa in Giappone dal 16 ottobre 2000 al 13 settembre 2004 su Yomiuri TV. I primi 44 episodi sono stati diretti da Masashi Ikeda, mentre i restanti 123 da Yasunao Aoki. Katsuyuki Sumisawa, sceneggiatore principale, si è occupato della composizione della serie, Yoshihito Hishinuma dell'animazione e del character design, e Shigemi Ikeda della direzione artistica. Le musiche sono di Kaoru Wada. Fino all'episodio 89 è stata usata l'animazione tradizionale, dal 90 si è passati a quella digitale. Nella prima serie vi sono quattro speciali di puntata doppia (che però mantengono comunque la numerazione divisa). Il primo è l'episodio 21-22, L'incombente verità su Naraku, l'anima di Kikyo, della prima stagione, in cui si narra il primo incontro tra il gruppo di Inuyasha e il malvagio Naraku. In occidente fu distribuito e trasmesso diviso in due episodi distinti, di cui il primo conserva il titolo originale, mentre il secondo è stato reintitolato Il sorriso malvagio, Kikyo tra la vita e la morte. Gli altri tre speciali sono presenti nella sesta stagione. L'episodio 133-134, La donna che amò Sesshomaru, non è tratto dal manga e vi si narra di una donna che vende la sua anima ai demoni per aiutare Sesshomaru a prendersi Tessaiga. L'episodio 147-148, La canzone del destino, rivela il passato di Inuyasha e Kikyo e ha come sigla di chiusura Change the world. Infine l'episodio 166-167, Duplice vincolo, conclude la prima serie animata e reca come sigla di chiusura My Will.
Se le prime due stagioni si mantennero fedeli alla trama del manga dalla terza stagione furono sceneggiati degli episodi riempitivi (filler) per compensare la carenza di materiale originale, che causarono un notevole calo di ascolti. Completata la produzione della sesta stagione con un'audience media del 10% di share ed esaurita la trama del manga, la Sunrise annunciò l'interruzione della serie, senza specificare se la sospensione fosse temporanea o definitiva. Nell'estate del 2008, a pochi mesi dalla conclusione del manga, la Sunrise realizzò un cortometraggio per il festival di Rumiko Takahashi, intitolato Kuroi Tessaiga, proiettato il 30 luglio, che riaccese le speranze di una ripresa dell'anime. L'11 luglio 2009, nelle anticipazioni del numero 34, la rivista Shōnen Sunday ventilò la tanto attesa produzione della seconda serie dopo 5 anni di sospensione dal punto in cui si era interrotto, confermata il seguente 22 luglio.
La settima stagione, prodotta come i lungometraggi nel formato 16:9 per soli 26 episodi e intitolata Inuyasha: The Final Act (犬夜叉-完結編?, Inuyasha - Kanketsu-hen), copre la sceneggiatura del manga originale dei volumi restanti (dal 37 al 56), ed è andata in onda in Giappone sui canali NTV e Yomiuri TV rispettivamente dal 3 e dal 5 ottobre 2009 per concludersi il 29 marzo 2010. Diretta da Yasunao Aoki con la conferma della produzione e dei doppiatori della serie precedente, ha una nuova sigla di apertura cantata da i Do As Infinity, già autori di altre sigle dell'anime.
Un nuovo progetto animato, Yashahime: Princess Half-Demon (半妖の夜叉姫?, Hanyō no yashahime, lett. "Le principesse mezzo-demoni"), spin-off di Inuyasha, è iniziato il 3 ottobre 2020. L'autrice ha fornito solo il character design per le tre protagoniste.

#### Edizione italiana
In Italia la serie è stata licenziata da Dynamic Italia (poi Dynit), che ne ha curato anche l'adattamento e il doppiaggio. Il doppiaggio della prima serie è stato diretto da Melina Martello (prima stagione), Fabrizio Mazzotta (stagioni dalla seconda alla quinta) e Giorgio Favretto (sesta stagione). Antongiulio Castagna ha diretto il doppiaggio della seconda serie. Nel passaggio dalla prima alla seconda stagione, con il cambiamento della società di doppiaggio dalla C.V.D. alla E.T.S., sono state cambiate le voci di quasi tutti i personaggi, che sono rimaste tali fino alla fine della prima serie. Per The Final Act Dynit ha allestito sul proprio sito internet un sondaggio rivolto ai fan, non vincolante, per conoscere la loro preferenza fra Massimiliano Alto (prima stagione) e Francesco Pezzulli (stagioni successive) come voce di Inuyasha. Il sondaggio si è concluso con il 62,64% di preferenze per Alto contro il 37,36% per Pezzulli su un totale di 522 voti. Dynit ha scelto poi Alto, assieme al reintegro di quasi tutto il cast della prima stagione della prima serie. Federica De Bortoli, voce di Kagome Higurashi nella prima stagione, ha vinto il premio Romics DD 2002 come miglior doppiatrice dell'anno. Lo staff di doppiatori delle stagioni successive alla prima della prima serie ha vinto il premio Romics 2006 per il miglior doppiaggio di un cartone animato giapponese.
Il primo episodio è andato in onda su MTV il 6 novembre 2001, ma la seconda stagione solo dal 30 marzo 2004, interrompendo uno iato di quasi tre anni. MTV ha poi proposto con regolarità una nuova stagione all'anno fino al 2007, quando si è conclusa la trasmissione della sesta stagione, facendo di Inuyasha il suo titolo di punta della programmazione dedicata alle serie animate giapponesi (MTV Anime Night) e di conseguenza del distributore italiano Dynit. La serie conclusiva Inuyasha: The Final Act è andata in onda su MTV dal 13 novembre 2010 al 5 febbraio 2011 al di fuori dall'usuale collocazione dell'Anime Night con due episodi alla settimana.
Tranne la prima stagione, pubblicata anche in VHS, l'intera prima serie di Inuyasha è stata distribuita in DVD dal 31 ottobre 2001 al 16 gennaio 2008, con otto uscite per la prima stagione, sei per le stagioni dalla seconda alla quinta e nove dischi per la sesta. Le stagioni sono state poi vendute separatamente con il titolo Inuyasha Collector's Box, per essere in seguito raccolte in cofanetti dal 26 settembre 2006 all'8 dicembre 2010, con il titolo Inuyasha The Complete Series, uno per ogni stagione contenente quattro dischi, a eccezione della sesta suddivisa in due box da tre dischi ciascuno, con 19 episodi il primo e 18 il secondo. La seconda serie, Inuyasha: The Final Act, è stata distribuita in due cofanetti contenenti tre DVD da 13 episodi ciascuno, dal 23 marzo 2011 al 22 giugno 2011. Il 19 settembre 2012 è stata distribuita in un unico box da quattro dischi.

#### Edizione americana
Le serie animate di Inuyasha sono state edite da VIZ Media e trasmesse su YTV in Canada e Cartoon Network negli Stati Uniti. La seconda serie è stata offerta in streaming per i soli residenti negli Stati Uniti su Hulu, HBO Max, da VIZ Media sul sito ufficiale della Shonen Sunday con sottotitoli in inglese.

### Film

Copertina del DVD dell'edizione italiana de La spada del dominatore del mondo.

Grazie alla crescente fama della serie, sono stati diretti quattro lungometraggi animati, distribuiti in Giappone tra il 2001 e il 2004. Il design degli antagonisti del primo film è di Rumiko Takahashi:
- Inuyasha the Movie - Un sentimento che trascende il tempo (2001)
- Inuyasha the Movie - Il castello al di là dello specchio (2002)
- Inuyasha the Movie - La spada del dominatore del mondo (2003)
- Inuyasha the Movie - L'isola del fuoco scarlatto (2004)

In Italia i film sono distribuiti da Dynit in DVD e pubblicati anche in box: Inuyasha Movies Collection, che contiene i primi due lungometraggi, è uscito il 4 dicembre 2007, mentre Inuyasha The Complete Movies Collection, che raccoglie tutti i quattro film, è uscito il 5 maggio 2010. Il quarto film è distribuito con un disco supplementare dedicato agli extra, che contiene un video-manga di Inuyasha sottotitolato in italiano, con le vicende salienti del fumetto successive all'episodio 167 dell'anime, che in quel momento là si era interrotto, con le voci dei doppiatori originali della serie.

### OAV
Un episodio speciale intitolato Inuyasha: Kuroi Tessaiga (犬夜叉 黒い鉄砕牙? lett. "Inuyasha: Tessaiga nera") è stato proiettato il 30 luglio 2008 presso i grandi magazzini Matsuya Ginza nel distretto commerciale di Tokyo, in occasione dell'evento It's a Rumic World, festival dedicato all'autrice Rumiko Takahashi e legato alle celebrazioni del 50º anniversario del settimanale Weekly Shōnen Sunday. L'OAV riprende una parte del manga che a quel tempo non era mai stata trasposta in anime, ovvero i capitoli dal 500 al 504 presenti nel volume tankobon 51, il numero 62 secondo la prima edizione italiana di Star Comics. Kuroi Tessaiga è stato distribuito per il mercato home video giapponese il 29 gennaio 2010 ed è stato riutilizzato come episodio 15 (o 182) dell'ultima stagione dell'anime televisivo, con alcuni ritocchi e varie sequenze tagliate per rientrare negli ordinari 20 minuti. L'OAV non è mai stato distribuito in italiano.

### Drama CD
Nel 2013, insieme all'edizione wideban di 30 volumi, è stato distribuito anche un drama CD dal tono demenziale intitolato Asatte (あさって? lett. "Dopodomani"), recitato dalle voci dei doppiatori giapponesi, ed ambientato dopo il finale della serie.

## Colonna sonora
La maggior parte delle colonne sonore provengono dalla serie animata e dai film d'animazione, e quelle in sottofondo sono tutte state composte da Kaoru Wada.

### Anime
Pur facendo solo due brevi apparizioni negli episodi finali della quinta serie, il personaggio di Mimisenri compare nella sigla d'apertura One Day, One Dream. A partire dalla quarta serie, con la canzone d'apertura Grip! è aggiunto un intro all'inizio di ogni episodio, che mostra un'anticipazione della puntata, mentre il promo dell'episodio seguente è preceduto da un indovinello di Shippo, che sostituisce la scheda dei personaggi. Queste aggiunte non ci saranno nella settima e ultima stagione. Tackey & Tsubasa hanno eseguito una canzone interna usata nell'episodio 124 intitolata Sotsugyou - Sayonara wa ashita no tame ni.
Nella prima edizione televisiva trasmessa su MTV e distribuita in VHS, le sigle della prima stagione sono state cantate in inglese: quella di apertura, Change the World, da Max Alto (doppiatore italiano di Inuyasha nella prima e settima stagione) e quelle di chiusura, My Will e Fukai Mori (reintitolata Deep Forest), dai Name.
Sigle di apertura
- CHANGE THE WORLD (lett. "Cambiare il mondo"), dei V6 (ep. 1-34)
- I Am (lett. "Io sono"), di Hitomi (ep. 35-64)
- Owarinai Yume (終わりない夢? lett. "Sogno senza fine"), di Nanase Aikawa (ep. 65-95)
- Grip! (lett. "Abbi il controllo!"), degli Every Little Thing (ep. 96-127)
- One Day, One Dream (lett. "Un giorno, un sogno"), di Tackey & Tsubasa (ep. 128-153)
- ANGELUS, di Hitomi Shimatani (ep. 154-167)
- Kimi ga inai mirai (君がいない未来? lett. "Un futuro senza di te"), dei Do As Infinity (ep. 168-192)

Sigle di chiusura
- My will (lett. "La mia volontà"), dei DRM (ep. 1-20, 166-167)
- Fukai mori (深い森? lett. "Fitta foresta"), dei Do As Infinity (ep. 21-41)
- Dearest (lett. "Il più caro"), di Ayumi Hamasaki (ep. 42-60)
- Every Heart -Minna no kimochi- (Ｅｖｅｒｙ Ｈｅａｒｔ –ミンナノキモチ–? lett. "Ogni cuore - I sentimenti di tutti"), di BoA (ep. 61-85)
- Shinjitsu no uta (真実の詩? lett. "Il canto della verità"), dei Do As Infinity (ep. 86-108)
- Itazura na KISS (イタズラなＫＩＳＳ? lett. "Bacio pericoloso"), dei Day After Tomorrow (ep. 109-127)
- Come (lett. "Vieni"), di Namie Amuro (ep. 128-146)
- CHANGE THE WORLD, dei V6 (ep. 147-148)
- Brand-New World (lett. "Nuovo mondo"), dei V6 (ep. 149-165)
- With You (lett. "Con te"), dei AAA (ep. 168-176)
- Diamond (lett. "Diamante"), di Alan (ep. 177-184)
- Tooi michi no saki de (遠い道の先で? lett. "Alla fine del percorso"), di Ai Takekawa (ep. 185-193)

### Film
- No more words (lett. "Senza altre parole"), di Ayumi Hamasaki (Inuyasha the Movie - Un sentimento che trascende il tempo)
- Yura Yura (ゆらゆら? lett. "Ondeggiante"), degli Every Little Thing (Inuyasha the Movie - Il castello al di là dello specchio)
- Four Seasons (lett. "Le quattro stagioni"), di Namie Amuro (Inuyasha the Movie - La spada del dominatore del mondo)
- Rakuen (楽園? lett. "Paradiso"), dei Do As Infinity (Inuyasha the Movie - L'isola del fuoco scarlatto)

## Live action
Inuyasha è stato adattato in uno stage musical nel 2000 in Giappone.
La serie sovrannaturale cinese Nu wa chuanshuo zhi ling zhu ("The Holy Pearl") del 2010 nasce come live action ispirato a Inuyasha, ma ambientato nell'antica Cina con differenze nella trama rispetto al manga e all'anime, e soprattutto con protagonista la ragazza del mondo moderno invece che il mezzodemone del passato.

## Videogiochi
Durante il corso della serie, in Giappone sono stati pubblicati diversi videogiochi, fatta eccezione per il nono.
| Nº | Titolo videogioco                                                                             | Piattaforma      | Data uscita                              |
| -- | --------------------------------------------------------------------------------------------- | ---------------- | ---------------------------------------- |
| 1  | Inuyasha - Kagome no Sengoku nikki (犬夜叉 ～かごめの戦国日記～?)                             | WonderSwan       | 2 novembre 2001                          |
| 2  | Inuyasha (犬夜叉?)                                                                            | PlayStation      | 27 dicembre 2001                         |
| 3  | Inuyasha - Fūun emaki (犬夜叉 ～風雲絵巻～?)                                                  | WonderSwan       | 27 luglio 2002                           |
| 4  | Inuyasha - Kagome no yume nikki (犬夜叉 かごめの夢日記?)                                      | WonderSwan       | 16 novembre 2002                         |
| 5  | Inuyasha: A Feudal Fairy Tale (犬夜叉 ～戦国お伽合戦～?, Inuyasha ~Sengoku Otogi Kassen~)     | PlayStation      | 5 dicembre 2002                          |
| 6  | Inuyasha - Naraku no wana! Mayoi no mori no shōtaijō (犬夜叉 ～奈落の罠！迷いの森の招待状～?) | Game Boy Advance | 23 gennaio 2003                          |
| 7  | Inuyasha: The Secret of the Cursed Mask (犬夜叉 呪詛の仮面?, Inuyasha - Juso no Kamen)        | PlayStation 2    | 18 marzo 2004                            |
| 8  | Inuyasha: Feudal Combat (犬夜叉 奥義乱舞?, Inuyasha - Ōgi-Ranbu)                              | PlayStation 2    | 16 giugno 2005                           |
| 9  | Inuyasha: Secret of the Divine Jewel                                                          | Nintendo DS      | 23 gennaio 2007 (solo negli Stati Uniti) |
| 10 | Inuyasha Kanketsu hen - Saimyosho taiji no maki (犬夜叉 完結編 ～最猛勝退治の巻～?)           | per cellulari    | 20 febbraio 2010                         |

## Accoglienza

### Manga
A detta di Starbright, l'agenzia di licensing della serie in Italia, il manga di Inuyasha ha venduto oltre 30 milioni di copie in tutto il mondo. Tuttavia secondo Viz Media, dopo l'uscita del 32º volume (2003/04), aveva già accumulato più di 31,3 milioni di copie vendute solo nel Sol Levante e oltre 418.000 negli Stati Uniti. La testata giornalistica giapponese Mainichi ha scritto che all'uscità del 53º e quart'ultimo volume, il manga di Inuyasha aveva raggiunto 43.000.000 di copie vendute soltanto in Giappone.
Nel 2013 Weekly Shōnen Sunday pubblica una classifica con i 15 best seller di tutti i tempi della rivista, in cui Inuyasha si piazza in 6ª posizione (preceduto da MAJOR e seguito da Due come noi) con 45 milioni di copie vendute totalizzati dai suoi 56 volumi. L'ultimo volume, il 56, uscito nel febbraio 2009, si posizionò nella prima settimana di uscita, in 4ª posizione tra i manga più venduti del periodo con un iniziale riscontro di 141.899 copie In totale il volume vendette circa 266.570 copie. A partire da settembre 2020, il manga ha oltre 50 milioni di copie in circolazione.
Sempre il manga vinse nel 2002 la 47º edizione dello Shogakukan Manga Award come miglior titolo shōnen dell'anno. Nello stesso anno Inuyasha vinse la 24º edizione dell'Anime Grand Prix come Miglior personaggio maschile dell'anno.
Il volume 19, inoltre, si è classificato terzo nella classifica Nielsen dei 50 migliori albi manga nella settimana del 3 ottobre 2004, mentre il volume 1 è rimasto in classifica per 77 settimane consecutive.
Nel sondaggio Manga Sōsenkyo 2021 indetto da TV Asahi, 150 000 persone hanno votato la loro top 100 delle serie manga e Inuyasha si è classificata al 28º posto.

### Anime
Secondo Bandai in Giappone la serie televisiva animata superava abitualmente il 15% di share. Inuyasha si è piazzato al 20º posto nella classifica dei 100 migliori anime emessa da TV Asahi nel 2006 (basato su un sondaggio online in Giappone). VIZ, che produce la serie animata negli Stati Uniti, nel 2003 comunicò che il DVD del primo film di Inuyasha, Un sentimento che trascende il tempo, vendette oltre 30.000 copie, restando per 3 settimane al primo posto nella classifica Nielsen relativa agli anime.
Negli Stati Uniti le vendite dei DVD della serie TV, iniziate nel 2002 da parte di Viz Media, superarono 1 milione di copie nel 2004 con il 28º disco, con una media di 35.500 copie vendute per ogni singolo DVD.
Google Canada ha segnalato "Inuyasha" come il termine più ricercato nel mese di aprile 2004 e il terzo termine più ricercato di tutto il 2003. In occasione del lancio dell'ultima serie, è stato aperto Inuyasha Premium Shop, un grande negozio situato nel Parco Kichijoji di Tokyo dal 16 dicembre 2009 al 4 gennaio 2010, limitato alla sola vendita di gadget e DVD di Inuyasha. Il 23 dicembre Kappei Yamaguchi (il doppiatore originale di Inuyasha) è apparso al negozio per incontrare i fan.
In Italia il 1º maggio 2010 al Napoli Comicon è stato presentato, in collaborazione con Dynit e MTV, il primo episodio dell'ultima stagione in versione originale sottotitolata in italiano. Inoltre è stato dedicato alla serie un evento a Lucca Comics il 30 ottobre 2010, intitolato Inuyasha Day organizzato da Dynit e Starbright in collaborazione con MTV, la casa editrice del manga StarComics e Viz Media Europe. Un evento simile dedicato alla serie e con lo stesso nome era già stato realizzato il 21 gennaio 2006 a Bologna, organizzato sempre da Dynit con la collaborazione di MTV e Future Film Festival.

#### Trasmissioni nel mondo
L'anime è stato trasmesso in numerosi paesi dell'Asia, dell'Europa e degli Stati Uniti.
| Stato         | Canali televisivi                                        |
| ------------- | -------------------------------------------------------- |
| Giappone      | YTV, NTV, Animax                                         |
| Italia        | MTV, GXT, Cultoon, Telenova, Ka-Boom, Nickelodeon        |
| Stati Uniti   | Cartoon Network (Adult Swim)                             |
| Cina          | Animax Asia, Xing Kong                                   |
| Canada        | YTV                                                      |
| Francia       | Mangas, NT1                                              |
| Hong Kong     | Animax Asia                                              |
| Spagna        | Cartoon Network L.A., Animax España, AXN, K3, Localia TV |
| Colombia      | Canal 13, Canal RCN                                      |
| Perù          | America Tv                                               |
| Messico       | TV Azteca                                                |
| Cile          | Chilevisión, ETC...TV                                    |
| Germania      | Animax Germany, MTV 2 Pop, RTL2                          |
| Brasile       | Cartoon Network L.A. (Brasil), Rede Globo                |
| Corea del Sud | Animax Asia                                              |
| Filippine     | ABS-CBN, Hero, HERO inc., Studio 23 (ABS-CBN), TV5       |
| Portogallo    | Animax Portugal, AXN Portugal, Biggs                     |

## Citazioni diInuyasha
- La trilogia fantasy costituita dai romanzi Esbat, Sopdet e Tanit dell'autrice Lara Manni, eteronimo di Loredana Lipperini, editi da Feltrinelli e Fazi, nascono come fan fiction ispirata al manga di Inuyasha[65][66].
- Nell'OAV Okumu! Shunminkou di Ranma ½, anch'essa opera di Rumiko Takahashi, in una sequenza si vedono sul pavimento i cadaveri di Inuyasha, Kagome, Miroku e Shippo.
- Nel manga Kyokai no Rinne, opera successiva di Rumiko Takahashi, nel capitolo 21, Tsubasa Jumonji compra un palloncino similissimo a Shippo quando è trasformato.
- Nella scena finale dell'episodio 200 (215 secondo la numerazione italiana) dell'anime Detective Conan, il protagonista Conan Edogawa legge il fumetto Sunday 33, con l'immagine di Inuyasha sulla copertina.
- Il 3 febbraio 2021 Mahmood pubblica il singolo Inuyasha ispirato all'omonima serie.

### Speciali
- (JA) Rumiko Takahashi, Inuyasha: Zusetsutaizen Ougikaiden - Shonen Sunday Kōshiki Guide (?, 犬夜叉図説大全奥義皆伝―少年サンデー公式ガイド), Shogakukan, 2003, ISBN 978-4-09-127711-4.
- (JA) Rumiko Takahashi, Inuyasha VS Sesshomaru (犬夜叉ＶＳ殺生丸? lett. "Inuyasha contro Sesshomaru"), Shogakukan, 2003.
- (JA) Rumiko Takahashi, Inuyasha: Tessaiga to Tenseiga (犬夜叉鉄砕牙と天生牙? lett. "Inuyasha: Tessaiga e Tenseiga"), Shogakukan, 2003, ISBN 978-4-09-127712-1.
- (JA) Rumiko Takahashi, Tomoko Konparu, Shōsetsu Inuyasha (小説犬夜叉? lett. "Inuyasha il romanzo"), Shogakukan, 2004, ISBN 978-4-09-127811-1.

### Art book
- (JA) Rumiko Takahashi, 犬夜叉 高橋留美子原画全集 アニメ犬夜叉の世界 [Inuyasha - Takahashi Rumiko genga zenshū - Anime Inuyasha no sekai], lett. "Inuyasha - Raccolta completa delle illustrazioni originali di Rumiko Takahashi - Il mondo dell'anime di Inuyasha", Shogakukan, 2001, ISBN 978-4-09-101189-3.
- (JA) Rumiko Takahashi, Gekijōban terebi ban Inuyasha anime zensho (劇場版テレビ版犬夜叉アニメ全書? lett. "Opera completa dell'anime di Inuyasha, versione cinematografica e versione televisiva"), Shogakukan, 2002, ISBN 978-4-09-101167-1.